# Річковий флот оборони

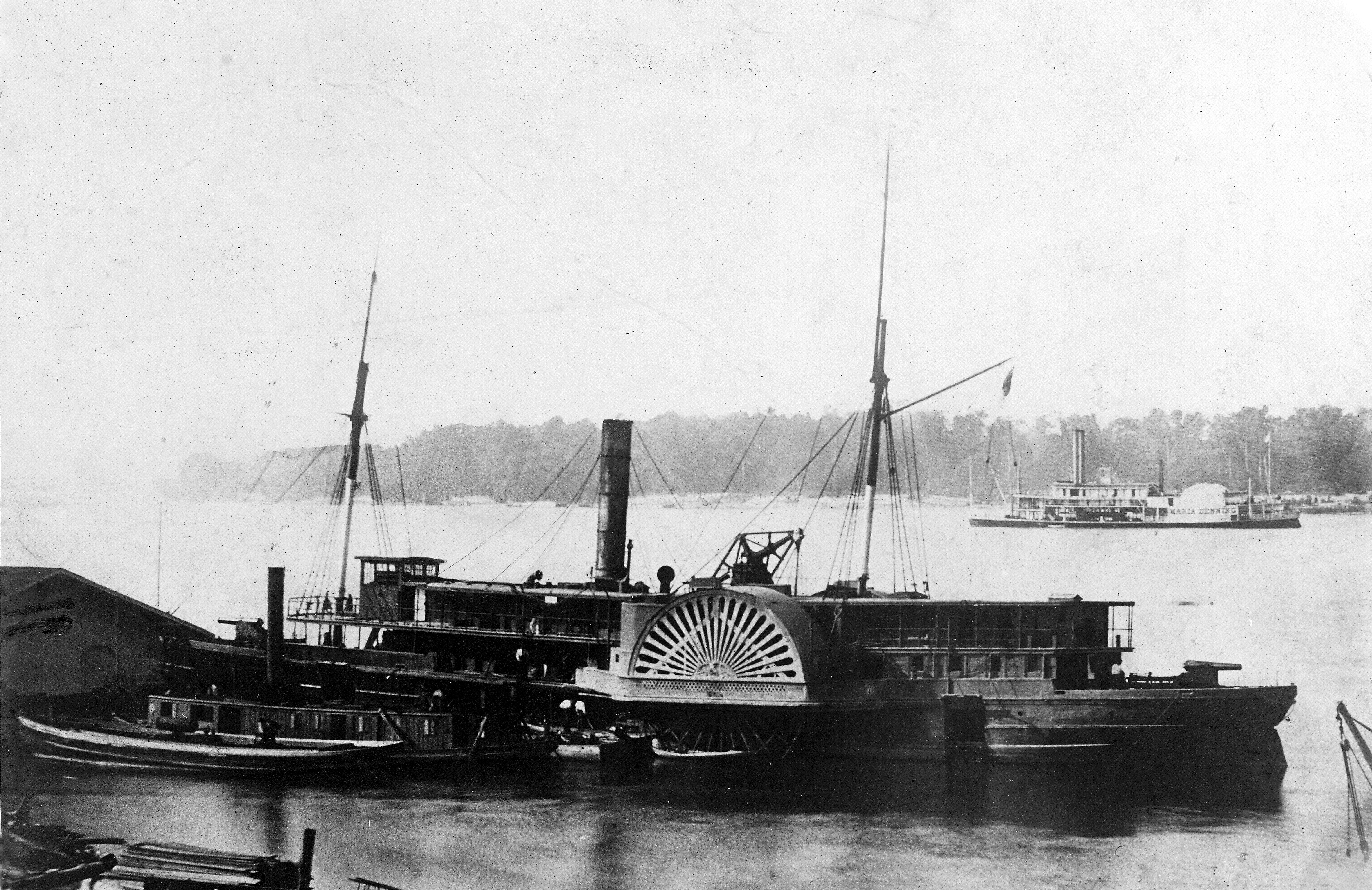
«General Bragg», один з кораблів Річкового флоту оборони в Іллінойсі, вже захоплений як трофей північанами.

Річковий флот оборони (англ. River Defense Fleet) — флотилія з чотирнадцяти суден у службі Конфедеративних Штатів Америки, призначена для надання допомоги в обороні Нового Орлеана у перші дні Громадянської війни. Всі вони були торговими суднами або буксирами, які були конфісковані за наказом Військового департаменту в Ричмонді і перетворені на військові кораблі. Незважаючи на те, що вони номінально входили до складу армії Конфедерації, всі їхні офіцери і більшість їхніх екіпажів були цивільними особами. Частина флоту залишилася в південній частині річки Міссісіпі поблизу Нового Орлеана, а частина була направлена на північ, щоб захиститися від наступу Союзу.
Частина флотилії на півдні брала участь у битвах при фортах Джексон і Сент-Філіп. Частина флоту на півночі брала участь у битвах у форті Піллоу та при Мемфісі. Досвід продемонстрував, що імпровізовані кораблі могли протистояти кораблям Союзу лише якщо складалися сприятливі обставини. Коли такі обставини були відсутні, Річковий флот оборони зазнавав поразок. До середини 1862 року всі кораблі флоту були знищені, потоплені ворогом чи власними екіпажами, аби запобігти їх захопленню.

## Створення Річкового флоту оборони
Відразу ж після початку Громадянської війни в квітні 1861 року штатам, які відокремилися, довелося протистояти блокаді своїх портів, яку проголосив президент Авраам Лінкольн. Їм також довелося врахувати загрозу, яку представляв запропонований головнокомандувачем Союзу Вінфілдом Скоттом, план «Анаконда», який передбачав прорив вниз Міссісіпі, що завершиться завоюванням Нового Орлеана. Хоча «Анаконда» ніколи не була офіційно ухвалена в якості основи для федеральної стратегії (насправді вона була більш-менш відверто відкинута наступниками Скотта), існування цього плану нагадувало президенту Конфедерації Джефферсону Девісу і його уряду про важливість річки Міссісіпі. Чимало посадових осіб та інших громадян, висунули різні пропозиції щодо її захисту. Серед них був і плід роздумів двох капітанів річкових суден, Джеймса Монтгомері та Джея Таунсенда.
Пропозиція двох капітанів полягала в тому, щоб використовувати судна з відповідними характеристиками розмірів і швидкості, перетворивши їх на парові тарани, зокрема зміцнивши їх носи смугами заліза. Їх машини мали захищати внутрішні перегородки. Імпровізовані кораблі мали бути легкоозброєні, і нести тільки по одній або дві гармати, за бажанням своїх капітанів, оскільки автори ідеї не сподівалися, що такі кораблі зможуть вести успішний артилерійський бій з броньованими канонерками, які тоді будувалися для Союзу. Натомість, кораблі південців повинні були покладатися на таранні удари, щоб вразити повільні ворожі броненосці у слабкі місця конструкції. Капітани кораблів будуть відібрані Монтгомері і Таунсендом з числа досвідчених річковиків в Новому Орлеані, і кожен капітан згодом найме свою власну команду.
В обхіл Військовий та Військово-морського Департаментів у Ричмонді, Монтгомері і Таунсенд отримали підтримку свого плану всієї делегації Міссісіпі у Конгресі Конфедерації, а також з боку генерал-майора Леонідаса Полка, особистим фаворитом президента Девіса. Метод здобуття підтримки капітанами довів свою ефективність, коли Конгрес схвалив їх пропозиції і виділив $1,000,000 на їх реалізацію ще до того, як Таунсенд повернувся до Нового Орлеану наглядати за переобладнанням кораблів.

## Переобладнання торгових суден
Після прийняття законопроекту про асигнування, військовий секретар Юда П. Бенджамін надіслав телеграму генерал-майору Менсфілду Ловеллу, комендатові військового округу, який включав Новий Орлеан, і доручив йому конфіскувати чотирнадцять пароплавів для військових цілей. Так відбулося знайомство генерала Ловелла з Річковим флотом оборони. Незабаром він став найбільш наполегливим і суворим критиком цієї структури. Він негайно заперечив проти іррегулярної природи флоту, висловивши як виявилося пророче зауваження: «Чотирнадцять капітанів і лоцманів з ріки Міссісіпі ніколи не домовляться ні про що, як тільки кудись вирушать». Згідно з наказом, він заволодів чотирнадцятьма пароплавами від імені уряду. Деякі з початкових чотирнадцяти були замінені на інші, коли Ловелл більш докладно ознайомився з намірами військового відомства, але в кінці флот все ж складався з чотирнадцяти одиниць.
Кожне судно модифікували, зміцнюючи його ніс, зокрема заповнюючи порожнину твердим дубом, нашиваючи дубову обшивку на 20 футів (6.1 метра), покриваючи її оболонкою з заліза для шпал товщиною 1 дюйм (25 мм). Двигуни були захищені подвійною перегородкою. Простір між внутрішніми перегородками був заповнений тюками з бавовною. Хоча бавовна була найменш важливою частиною захисту, саме вона захопила уяву громадськості, і судна, які отримали цей вид захисту, стали називати «бавовноносцями» (cottonclads).
Оскільки, як очікувалося, вони використовувалися в першу чергу як тарани, озброєння кораблів було мінімальним, що складалося лише з одного або двох гармат на кожному. Більше того, їхні капітани не виділяли часу для навчальних стрільб. Оскільки гармати надійшли від армії, це призвело до ще однієї аномалії в командуванні. Обслуга гармат кораблів складалася з армійських артилеристів, які продовжували отримувати накази від армійських офіцерів.

## Річковий флот оборони у бою

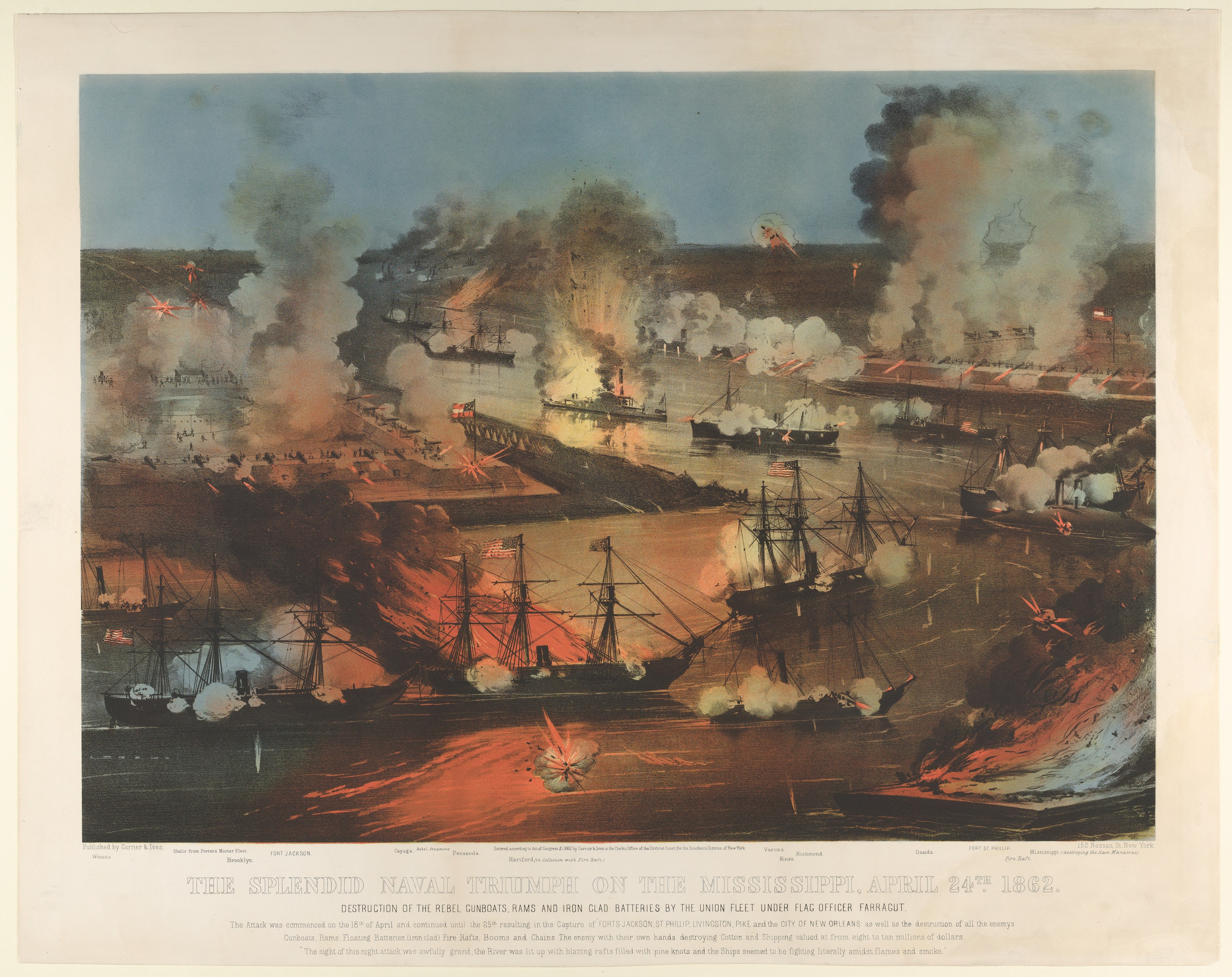
Союзний флот проходить повз форти, 28 квітня 1862 року.

### Битва при форті Піллоу

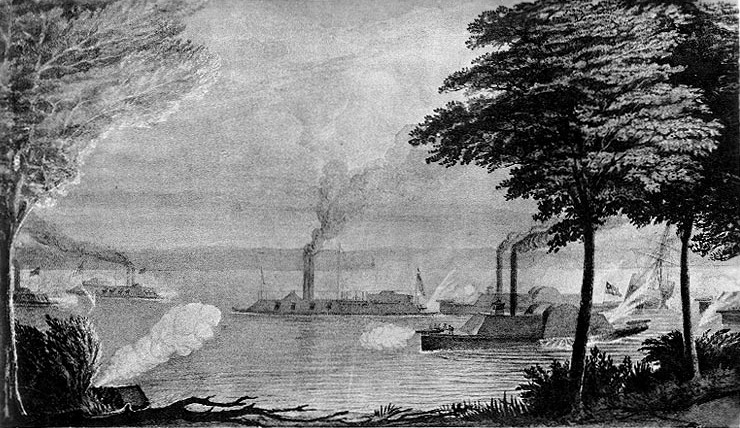
Битва при форті Піллоу, 10 травня 1862 року.

Хоча кораблі річкового флоту, які залишилися у Новому Орлеані була знищені, вісім кораблів на Міссісіпі змогли помститися 10 травня 1862 року, коли вони раптово атакували Західну флотилію канонерських човнів ї біля Плюм Пойнту, на невеликій відстані над Форт Піллоу. Битва проходила у місці близько 40 миль (64 кілометри) на північ від Мемфіса по прямій, але віддаленій на 50 миль (80 кілометрів) по течії ріки. Федеральна флотилія була роззосереджена, з одним канонерським човном і мортирним плотом у вразливому положенні, віддаленому від підтримки інших канонерських човнів. Незважаючи на наявність інформації про наближення флотилії таранів південців, північани не надіслали сторожових човнів. Тому вони не отримали жодного попередження про те, що ворожа флотилія наближається, аж поки члени команд не побачили клуби диму з труб над деревами.
Захоплені непідготовленими, канонерські човни флотилії розводили пару в котлах і вступили у бій по черзі. Це дозволило таранам зосередитися на кожному окремому кораблі, по мірі того, як вони наближалися. Через наслідки численних таранних ударів, броненосці «Цинциннаті» та «Маунд Сіті» змушені були викинутись на мілинуі, щоб уникнути затоплення. До цього часу інші канонерські човни флотилії підійшли і вступили у бій, тому капітан Монтгомері відступив зі своїм флотом. Річковий флот оборони мав лише з незначні пошкодження.
Оскільки Монтгомері не заявляв про свої цілі в бою, важко оцінити значення перемоги флотилії. У той час як потоплення двох броньованих канонерських човнів було видатним досягненням, ні один з них не вийшов з ладу на тривалий час. Протягом декількох тижнів обидва були підняті, відремонтовані та відновлені до служби. Таким чином, у кращому випадку флотилія південців затримала наступ ворожої флотилії на цей період.

### Битва при Мемфісі

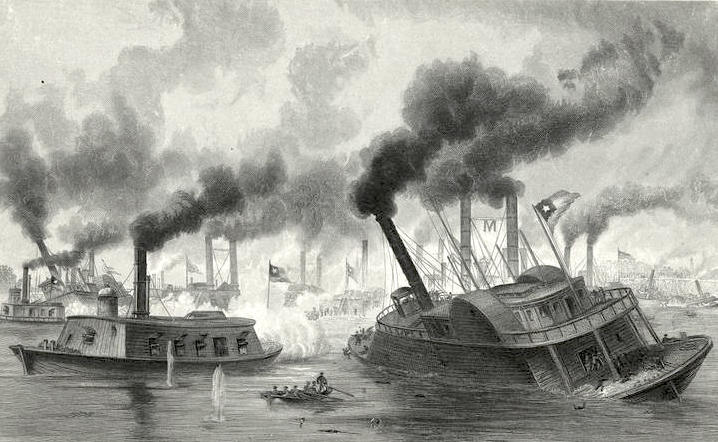
Річкова битва при Мемфісі, 6 червня 1862.

Битва була безладною сутичкою, в основному тому, що плутані ланцюги командування з обох сторін призвели до серії неузгоджених зіткнень між паровими таранами противників. При цьому кораблі Конфедерації, також були піддані обстрілу федеральною флотилією. Хоча деталі бою не можуть бути достовірно встановлені, результат був однозначним: лише один таран північан був затоплений (пізніше його підняли), тоді як сім з восьми суден південців були або затоплені, або у захоплені янкі. «Генерал Ерл Ван Дорн» — єдиний корабель, що врятувався. Він сховався на річці Язу (притока Міссісіпі), де 26 червня був спалений (можливо ненавмисно).

## Наслідки
Загибель Річкового флоту оборони на початкових етапах війни дозволила людям, яким доводилося співпрацювати з ним, вільно оцінити його роботу. Ніхто не зробив цього з більшим натхненням, ніж генерал Ловелл. Хоча його критика була спрямована на ті шість кораблів, які залишилися у Новому Орлеані, її можна застосувати з незначними змінами для всього Річкового флоту оборони: «Неспроможні керувати собою, і не маючи бажання виконувати накази інших, майже вповна відсутність у них системності, пильності та дисципліни робили їх майже непридатними і безпорадними».
У більш широкому контексті, ніж просто історія флотилії з чотирнадцяти кораблів, кінець Річкового флоту оборони в поєднанні з зникненням корсарства також ознаменував фактичне завершення епохи самостійної участі приватних осіб у морській війні. Зростання відмінностей між торговими суднами і військовими кораблями означала, що основну частину команди останніх мали складати військові професіонали.